# Joel Brandenstein

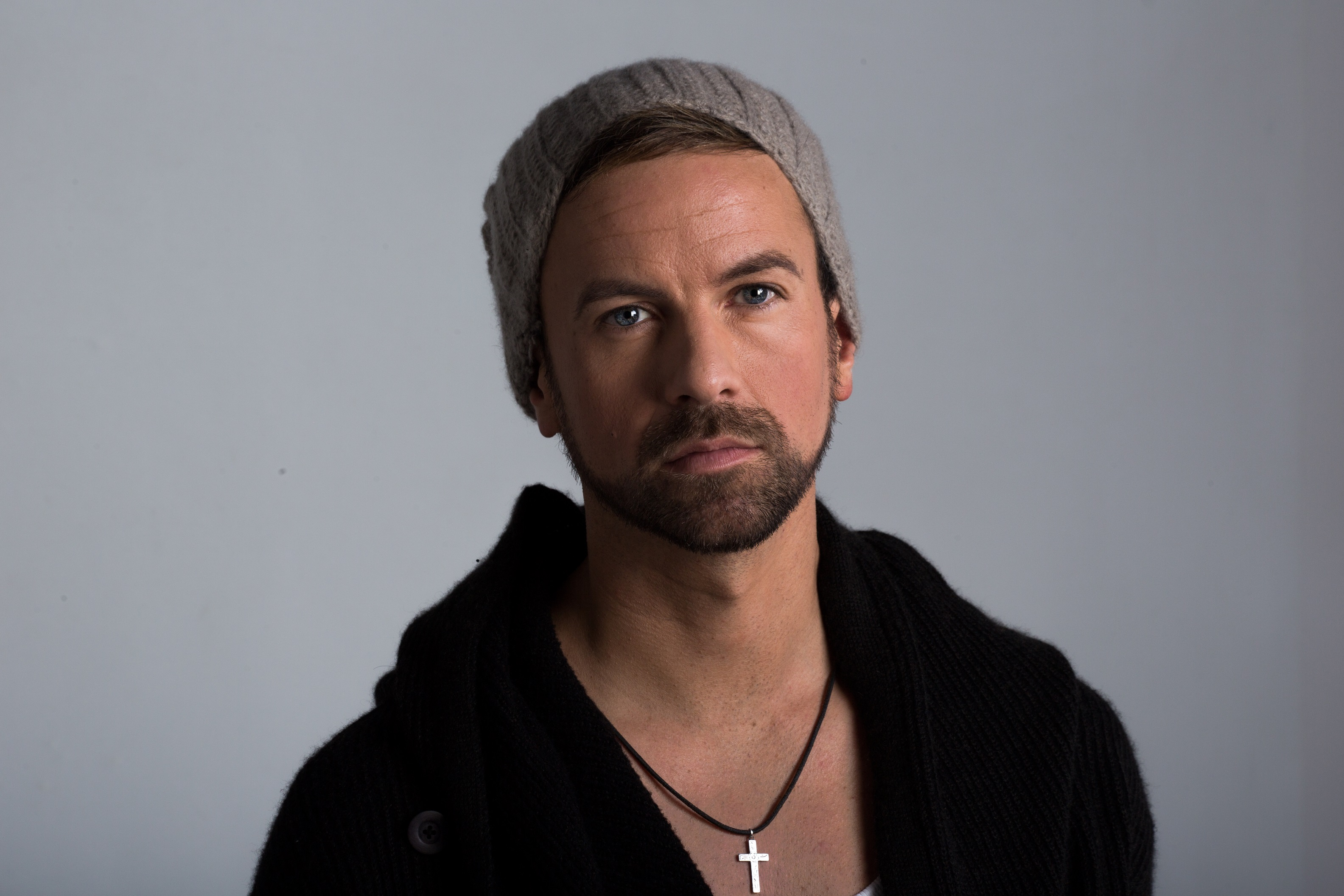
Joel Brandenstein (2017)

Joel Brandenstein (geboren am 26. Februar 1984; bürgerlich Benjamin Joel Brandenstein) ist ein deutscher Popsänger aus Ratingen, der über das Internet bekannt wurde.

## Biografie
Joel Brandenstein begann um 2008 mit der Veröffentlichung von Musik im Internet. Im Mai 2011 eröffnete er einen YouTube-Kanal mit einer Coverversion von Was immer du willst von Marlon Knauer, bei der er sich selbst am Klavier begleitete. In den folgenden Jahren folgten dort zahlreiche weitere Internetvideos mit deutsch- und englischsprachigen Balladen. Knapp ein Dutzend davon erreichte siebenstellige Zugriffszahlen, mit seiner Version von Wolke 7 von Max Herre kam er auf über 6 Millionen Abrufe.
2014 startete Joel Brandenstein eine Eigeninitiative zur Veröffentlichung seiner Debütsingle. Er bewarb das selbst geschriebene Lied Diese Liebe über seinen Internetauftritt und stellte es bei den Downloadshops ein. Dazu produzierte er ein richtiges Musikvideo, das einige Tage nach Verkaufsstart bei YouTube eingestellt wurde. Trotz der begrenzten Reichweite seiner Internetwerbung wurde das am 14. Dezember 2014 veröffentlichte Lied stark nachgefragt und erreichte in den ersten Tagen die Top 5 der iTunes-Charts in Deutschland und war auch in der Schweiz und Österreich erfolgreich. In der Weihnachtswoche stieg das Lied in die Top 20 der deutschen Singlecharts ein.
Erst in der zweiten Hälfte des folgenden Jahres folgten mit Grenzenlos und Lebenskraft zwei weitere erfolgreiche Songs. 2016 hielt er sich mit zwei Kollaborationen, darunter das Cover von Nie vergessen von Glasperlenspiel zusammen mit Fuju, mit hinteren Chartplatzierungen in Erinnerung. Knapp zweieinhalb Jahre nach seinem Debüt erschien im April 2017 dann Brandensteins Debütalbum Emotionen bei Starwatch Entertainment (ProSiebenSat.1 Media). Auf Anhieb erreichte er damit Platz eins der deutschen Albumcharts und Top-20-Platzierungen in Österreich und der Schweiz. Die anschließende Albumtour war in kürzester Zeit ausverkauft und wurde um 20 Auftritte verlängert.
Am 8. Mai 2020 veröffentlichte Brandenstein mit der deutschen Popschlager-Sängerin Vanessa Mai das Duett Der Himmel reißt auf. Die Single erreichte auf Anhieb Position 89 der deutschen Singlecharts. Brandenstein erreichte hiermit erstmals nach vier Jahren wieder die Singlecharts. Zuletzt stieg er im Mai 2016 mit Bis meine Welt die Augen schließt in die deutschen Singlecharts ein.
Brandenstein bekennt sich als gläubiger Christ.
Am 17. Juli 2020 erschien sein zweites Album Frei.

## Diskografie
Studioalben
| Jahr | Titel Musiklabel                         | Höchstplatzierung, Gesamtwochen, AuszeichnungChartplatzierungen (Jahr, Titel, Musiklabel, Platzierungen, Wochen, Auszeichnungen, Anmerkungen) | Höchstplatzierung, Gesamtwochen, AuszeichnungChartplatzierungen (Jahr, Titel, Musiklabel, Platzierungen, Wochen, Auszeichnungen, Anmerkungen) | Höchstplatzierung, Gesamtwochen, AuszeichnungChartplatzierungen (Jahr, Titel, Musiklabel, Platzierungen, Wochen, Auszeichnungen, Anmerkungen) | Anmerkungen                           |
| Jahr | Titel Musiklabel                         | DE | AT | CH | Anmerkungen                           |
| ---- | ---------------------------------------- | --- | --- | --- | ------------------------------------- |
| 2017 | Emotionen Starwatch Entertainment (Sony) | DE1 (10 Wo.)DE | AT8 (1 Wo.)AT | CH16 (1 Wo.)CH | Erstveröffentlichung: 30. März 2017   |
| 2020 | Frei Freie Musik (Sony)                  | DE3 (6 Wo.)DE | — | CH13 (2 Wo.)CH | Erstveröffentlichung: 17. Juli 2020   |
| 2023 | Schwarz & Bunt Freie Musik (Sony)        | DE2 (1 Wo.)DE | AT23 (1 Wo.)AT | CH21 (1 Wo.)CH | Erstveröffentlichung: 3. Februar 2023 |